# Giovan Battista Rossi (pittore)
Giovan Battista Rossi (detto il Gobbino) (fl. XVII secolo) è stato un pittore italiano.
Figlio dello scultore Alessandro Rossi, nacque con una deformità che gli valse il soprannome. Studente di Alessandro Turchi, mostrò fin da giovane doti pittoriche non comuni. Tra i suoi lavori più una rappresentazione della Deposizione nei pennacchi della Cappella del Rosario nella Basilica di Santa Anastasia a Verona. Nella piccola chiesa delle Terziarie di San Bernardino raffigurò la Beata Vergine col Divin Figlio e Santi. Secondo il Lanceni a Verona dovevano trovarsi molte altre sue opere poi andate perdute.